# Felix Weingartner
Paul Felix von Weingartner (Zára, 1863. június 2. – Winterthur, 1942. május 7.) osztrák karmester, neoromantikus zeneszerző, zongorista és író.

## Életpályája
Weingartner az Osztrák–Magyar Monarchia területén, a dalmáciai Zárában született (ma Horvátország) osztrák szülők gyermekeként. A család 1868-ban Grazba költözött, ugyanebben az évben halt meg az édesapja. Wilhelm Mayernél tanult (aki a W.A. Rémy álnevet használta, és Ferruccio Busoni tanára is volt), majd 1881-ben Lipcsébe ment filozófiát hallgatni, ám hamarosan teljesen a zenének szentelte magát. 
1883-ban felvételt nyert a Konzervatóriumba, emellett Weimarban Liszt Ferenc is tanította: egyike volt kései tanítványainak. Liszt segített előkészíteni Weingartner Sakuntala című operáját az 1884-es világpremierre, melyen a weimari zenekar előadásában mutatták be a művet. Liszt életrajzírója Alan Walker szerint az 1880-as években a weimari zenekar már messze nem volt azon a csúcson, mint néhány évtizeddel korábban, és az operaelőadás végén a kórus és a zenekar már egyáltalán nem volt összhangban. (Walker ezt Weingartner Zürichben és Lipcsében 1928-1929-ben publikált önéletrajzára alapozza.) Ugyanebben az évben, 1884-ben lett Weingartner a Königsbergi Opera igazgatója.
1885-től 1887-ig volt Danzigban karmester, majd 1889-ig Hamburgban, 1889 és 1891 között pedig Mannheimben. 1891-től kezdve az udvari operaelőadások, és egyéb szimfonikus koncertek karmestere Berlinben. Később az operák vezényléséről lemondott, de a szimfonikus koncertekét továbbra is vállalta, és Münchenben telepedett le, ahol ellenséges viszonyba került Rudolf Louis-zal és Ludwig Thuille-lel, akik jelentős szerepet játszottak München zenei életében. 1898 és 1905 között vol a Kaim Orchester (ma Müncheni Filharmonikusok) főkarmestere.
Az 1902-es Mainzi Fesztiválon Weingartner vezényelte Beethoven összes szimfóniáját. 1908-tól 1911-ig a bécsi Hofoper vezető karmestere volt, a Bécsi Filharmonikusoknál pedig egészen 1927-ig megtartotta karmesteri pozícióját. 1912-ben ismét Hamburgban kapott karmesteri állást, de 1914-ben lemondott, és  Darmstadtba ment általános zenei igazgatóként. 1912 és 1914 között a Bostoni Operatársaságot is gyakran vezényelte. 1919-ben 1920-ban a bécsi Volksoper karmestere 1920-ban a budapesti Liszt Ferenc Zeneakadémia tanára, 1927-től 1934-ig pedig a Bázeli Szimfonikus Zenekar zenei igazgatója volt. Utolsó koncertjét Londonban adta, két évvel később a svájci Winterthurban halt meg.
Karmesterként Weingartner volt az első, aki mind a kilenc Beethoven-szimfóniából kereskedelmi célú hangfelvételt készített. 1935-ben ő vezényelte Georges Bizet C-dúr szimfóniájának ősbemutatóját. Karmesteri stílusa elütött a kortársaiétól. Wilhelm Furtwänglerrel ellentétben, aki a mai felfogás szerint nagyon „szubjektívan” vezényelt, Weingartner inkább Arturo Toscaninihez hasonlóan ragaszkodott hozzá, hogy a zenekar pontosan azt játssza, ami le van írva. Beethoven 9. szimfóniájának 1935-ös  felvétele sokkal inkább hasonlít Toscanini későbbi 1952-es felvételéhez, mint Furtwängler bármely előadásához.
Karmesterként tanítványai voltak Paul Sacher, Charles Houdret, Georg Tintner és Josef Krips. Az oktatásban filmekkel is kísérletezett, melyeken ő maga vezényel.
1936. november 17-én Horthy kormányzó a Magyar Érdemrend középkeresztjét a csillaggal adományozta számára.
Weingartner ötször nősült, feleségei: Marie Juillerat (1891-ben vette feleségül), Feodora von Dreifus bárónő (1903), Lucille Marcell mezzo-szoprán énekes (1912; 1921-ben halt meg), Roxo Betty Kalisch színésznő (1922), és Carmen Studer (1931).

## Kották
- Weingartner, Felix. International Music Score Library Project. (Hozzáférés: 2019. május 17.)

## Fordítás
- Ez a szócikk részben vagy egészben  a   Felix Weingartner című angol Wikipédia-szócikk fordításán alapul.  Az eredeti cikk szerkesztőit annak laptörténete sorolja fel. Ez a jelzés csupán a megfogalmazás eredetét és a szerzői jogokat jelzi, nem szolgál a cikkben szereplő információk forrásmegjelöléseként.